# Ambrogio Robecchi
Ambrogio Robecchi (Pavia, 16 novembre 1870 – Milano, 1º giugno 1963) è stato un ciclista su strada italiano.
Vinse i Campionati italiani in linea nel 1891, mentre fu secondo nel 1889, e i Campionati italiani su pista nello sprint.

## Palmarès

### Strada
- 1891

Campionati italiani, Prova in linea

### Pista
- 1891

Campionato italiano, Sprint